# Hypancistrus zebra
Cá dọn bể ngựa vằn (Danh pháp khoa học: Hypancistrus zebra) là một loài cá trong họ Loricariidae.

## Đặc điểm
Cá dọn bể ngựa vằn là một loại cá có kích thước nhỏ, khi trưởng thành chúng chỉ có thể đạt tới kích thước tối đa 9 cm. với màu sắc đen, trắng là chủ đạo, chế độ ăn uống của chúng là loài ăn tạp và thường đi ăn về đêm, chúng lang thang đáy bể, các gốc lũa, tảng đá để tìm kiếm thức ăn, chúng thích nhiều hang động làm chỗ trú ẩn. Chúng khá nhút nhát. Không giống như các con cá Dọn Bể khác, Cá dọn bể ngựa vằn không ăn trên lũa, khi nuôi có thể cho chúng ăn bổ sung một số loại thức ăn chìm, thức ăn đông lạnh, hoặc thức ăn khô.